# Eulagisca corrientis
Eulagisca corrientis är en ringmaskart som beskrevs av McIntosh 1885. Eulagisca corrientis ingår i släktet Eulagisca och familjen Polynoidae. Inga underarter finns listade i Catalogue of Life.